# Campeonato Mundial de Piragüismo en Aguas Tranquilas de 1995
El XXVII Campeonato Mundial de Piragüismo en Aguas Tranquilas se celebró en Duisburgo (Alemania) entre el 15 y el 20 de agosto de 1995 bajo la organización de la Federación Internacional de Piragüismo (ICF) y la Federación Alemana de Piragüismo.
Las competiciones se realizaron en el Canal de Regatas de Wedau, ubicado al sur de la ciudad alemana.

## Medallistas

### Masculino
| Evento    | Oro                                                                        | Plata                                                                                | Bronce                                                                               |
| --------- | -------------------------------------------------------------------------- | ------------------------------------------------------------------------------------ | ------------------------------------------------------------------------------------ |
| K1 200 m  | Piotr Markiewicz · Polonia                                                 | Serguei Kalesnik Bielorrusia                                                         | Renn Crichlow · Canadá                                                               |
| K2 200 m  | Stein Jorgensen John Mooney Estados Unidos                                 | Romică Șerban · Daniel Stoian · Rumania                                              | Zsolt Gyulay · Krisztián Bártfai · Hungría                                           |
| K4 200 m  | Krisztián Bártfai · Gyula Kajner · Antal Páger · Gábor Pankotai · Hungría  | Anatoli Tishchenko · Oleg Gorobi · Serguei Verlin · Viktor Denisov · Rusia           | Thomas Reineck · André Wohllebe · Jan Günther · Mark Zabel · Alemania                |
| K1 500 m  | Piotr Markiewicz · Polonia                                                 | Knut Holmann · Noruega                                                               | Geza Magyar · Rumania                                                                |
| K2 500 m  | Beniamino Bonomi · Daniele Scarpa · Italia                                 | Zsolt Gyulay · Krisztián Bártfai · Hungría                                           | Maciej Freimut · Adam Wysocki · Polonia                                              |
| K4 500 m  | Anatoli Tishchenko · Oleg Gorobi · Serguei Verlin · Viktor Denisov · Rusia | Detlef Hofmann · Thomas Reineck · Mario von Appen · Mark Zabel · Alemania            | Grzegorz Kotowicz · Marek Witkowski · Grzegorz Kaleta · Dariusz Białkowski · Polonia |
| K1 1000 m | Knut Holmann · Noruega                                                     | Clint Robinson Australia                                                             | Lutz Liwowski · Alemania                                                             |
| K2 1000 m | Antonio Rossi · Daniele Scarpa · Italia                                    | Kay Bluhm · Torsten Gutsche · Alemania                                               | Grzegorz Kotowicz · Dariusz Białkowski · Polonia                                     |
| K4 1000 m | Detlef Hofmann · Rene Pflugmacher · Thomas Reineck · Mark Zabel · Alemania | Zsolt Gyulay · Attila Ábrahám · Krisztián Bártfai · Gábor Szabó · Hungría            | Piotr Markiewicz · Marek Witkowski · Grzegorz Kaleta · Adam Wysocki · Polonia        |
| C1 200 m  | Nikolai Bujalov Bulgaria                                                   | Thomas Zereske · Alemania                                                            | Mijail Slivinski · Ucrania                                                           |
| C2 200 m  | György Kolonics · Csaba Horváth · Hungría                                  | Mark Eschelbach · Thomas Zereske · Alemania                                          | Martin Marinov Blagovest Stoyanov Bulgaria                                           |
| C4 200 m  | Ervin Hoffmann · Attila Szabó · György Kolonics · Csaba Horváth · Hungría  | Petr Procházka · Tomáš Křivánek · Roman Dittrich · Waldemar Fibigr · República Checa | Olivier Boivin Sylvain Hoyer Eric Le Leuch Benoît Bernard Francia                    |
| C1 500 m  | Nikolai Bujalov Bulgaria                                                   | Martin Doktor · República Checa                                                      | Imre Pulai · Hungría                                                                 |
| C2 500 m  | György Kolonics · Csaba Horváth · Hungría                                  | Viktor Reneiski Nicolae Juravschi Moldavia                                           | Andreas Dittmer · Gunar Kirchbach · Alemania                                         |
| C4 500 m  | Ervin Hoffmann · Attila Szabó · György Kolonics · Csaba Horváth · Hungría  | Marcel Glăvan · Cosmin Pașca · Antonel Borșan · Florin Popescu · Rumania             | Rumen Nikolov Atanas Anguelov Stanimir Atanasov Dimitar Atanasov Bulgaria            |
| C1 1000 m | Imre Pulai · Hungría                                                       | Martin Doktor · República Checa                                                      | Ivans Klementjevs Letonia                                                            |
| C2 1000 m | György Kolonics · Csaba Horváth · Hungría                                  | Marcel Glăvan · Antonel Borșan · Rumania                                             | Andreas Dittmer · Gunar Kirchbach · Alemania                                         |
| C4 1000 m | Marcel Glăvan · Cosmin Pașca · Antonel Borșan · Florin Popescu · Rumania   | Gáspár Boldizsár · Ferenc Novák · Csaba Hüttner · György Zala · Hungría              | Ulrich Papke · Patrick Schulze · Christian Gille · Jens Lubrich · Alemania           |

### Femenino
| Evento   | Oro                                                                            | Plata                                                                      | Bronce                                                                      |
| -------- | ------------------------------------------------------------------------------ | -------------------------------------------------------------------------- | --------------------------------------------------------------------------- |
| K1 200 m | Rita Kőbán · Hungría                                                           | Caroline Brunet · Canadá                                                   | Anna Olsson · Suecia                                                        |
| K2 200 m | Corrina Kennedy · Marie-Josée Gibeau · Canadá                                  | Susanne Rosenqvist · Susanne Gunnarsson · Suecia                           | Larisa Kosorukova · Olga Tishchenko · Rusia                                 |
| K4 200 m | Caroline Brunet · Alison Herst · Corrina Kennedy · Marie-Josée Gibeau · Canadá | Manuela Mucke · Ramona Portwich · Birgit Schmidt · Anett Schuck · Alemania | Ingela Ericsson · Maria Haglund · Anna Olsson · Susanne Rosenqvist · Suecia |
| K1 500 m | Rita Kőbán · Hungría                                                           | Caroline Brunet · Canadá                                                   | Susanne Gunnarsson · Suecia                                                 |
| K2 500 m | Ramona Portwich · Anett Schuck · Alemania                                      | Elżbieta Urbańczyk · Izabela Dylewska · Polonia                            | Susanne Rosenqvist · Susanne Gunnarsson · Suecia                            |
| K4 500 m | Manuela Mucke · Ramona Portwich · Birgit Schmidt · Anett Schuck · Alemania     | Xian Bangdi Gao Beibei Dong Ying Zhang Qin China                           | Éva Dónusz · Kinga Czigány · Rita Kőbán · Szilvia Mednyánszky · Hungría     |

## Medallero
| Núm. | País            | Oro | Plata | Bronce | Total |
| ---- | --------------- | --- | ----- | ------ | ----- |
| 1    | Hungría         | 9   | 3     | 3      | 15    |
| 2    | Alemania        | 3   | 5     | 5      | 13    |
| 3    | Canadá          | 2   | 2     | 1      | 5     |
| 4    | Polonia         | 2   | 1     | 4      | 7     |
| 5    | Bulgaria        | 2   | 0     | 2      | 4     |
| 6    | Italia          | 2   | 0     | 0      | 2     |
| 7    | Rumania         | 1   | 3     | 1      | 5     |
| 8    | Rusia           | 1   | 1     | 1      | 3     |
| 9    | Noruega         | 1   | 1     | 0      | 2     |
| 10   | Estados Unidos  | 1   | 0     | 0      | 1     |
| 11   | República Checa | 0   | 3     | 0      | 3     |
| 12   | Suecia          | 0   | 1     | 4      | 5     |
| 13   | Australia       | 0   | 1     | 0      | 1     |
| 13   | Bielorrusia     | 0   | 1     | 0      | 1     |
| 13   | China           | 0   | 1     | 0      | 1     |
| 13   | Moldavia        | 0   | 1     | 0      | 1     |
| 17   | Francia         | 0   | 0     | 1      | 1     |
| 17   | Letonia         | 0   | 0     | 1      | 1     |
| 17   | Ucrania         | 0   | 0     | 1      | 1     |
|      | TOTAL           | 24  | 24    | 24     | 72    |